# Гейзер (водоспад)

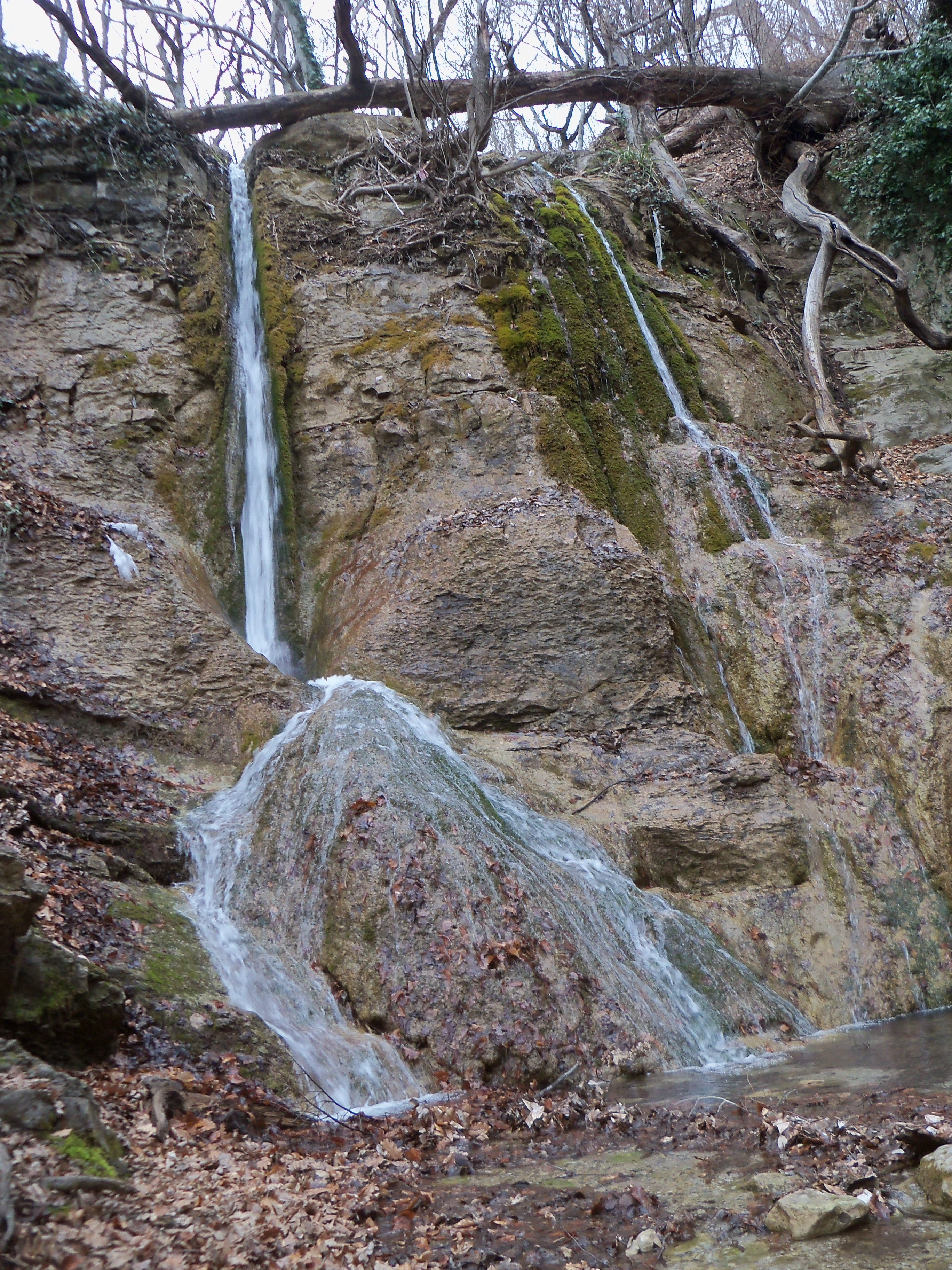
Гейзер (водоспад).

Водоспад Гейзер — у Криму на р. Алака. Знаходиться за 9 км на північний схід від Алушти. Водоспад — один з багатьох у каскаді водоспадів на річці з триєдиною назвою: Джурла (у верхів'ї) — Алака (у середній течії) — Сотера (в нижній течії).
Назву водоспаду дали за його виглядом — вода падає з кам'яного уступу десятиметрової висоти двома потоками, один з них — на виступаючий їй назустріч камінь, а потім піною розтікається по ньому. Вдаряючись об виступаючий камінь, вода відскакує вгору потужним фонтаном — створюється враження, що знизу вгору б'є справжній гейзер.
Водоспад найпотужніший ранньою весною.
Вище по річці ще один водоспад має власну назву — Джурла (водоспад).